# Brendan Gallagher
Brendan Adam Mathew Gallagher, född 6 maj 1992, är en kanadensisk professionell ishockeyforward som spelar för Montreal Canadiens i National Hockey League (NHL).
Han har tidigare spelat för Hamilton Bulldogs och Rocket de Laval i American Hockey League (AHL) och Vancouver Giants i Western Hockey League (WHL).
Gallagher draftades av Montreal Canadiens i femte rundan i 2010 års draft som 147:e spelare totalt.
Han vann guldmedalj, tillsammans med Kanada, vid världsmästerskapet 2016.

## Statistik
| 2005–2006  | South Delta Storm           | PCBHL      | 52  | 44  | 36  | 80  | 66  | —  | —  | —  | —  | —  |
| 2006–2007  | South Delta Storm           | PCBHL      | 68  | 56  | 61  | 117 | 100 | —  | —  | —  | —  | —  |
| 2007–2008  | Greater Vancouver Canadians | BC MML     | 39  | 23  | 33  | 56  | 66  | 2  | 0  | 1  | 1  | 0  |
| 2008–2009  | Vancouver Giants            | WHL        | 52  | 10  | 21  | 31  | 61  | 16 | 1  | 2  | 3  | 10 |
| 2009–2010  | Vancouver Giants            | WHL        | 72  | 41  | 40  | 81  | 111 | 16 | 11 | 10 | 21 | 14 |
| 2010–2011  | Vancouver Giants            | WHL        | 66  | 44  | 47  | 91  | 108 | 4  | 2  | 0  | 2  | 16 |
| 2011–2012  | Vancouver Giants            | WHL        | 54  | 41  | 36  | 77  | 79  | 6  | 5  | 5  | 10 | 16 |
| 2012–2013  | Montreal Canadiens          | NHL        | 44  | 15  | 13  | 28  | 33  | 5  | 2  | 0  | 2  | 5  |
|            | Hamilton Bulldogs           | AHL        | 36  | 10  | 10  | 20  | 61  | —  | —  | —  | —  | —  |
| 2013–2014  | Montreal Canadiens          | NHL        | 81  | 19  | 22  | 41  | 73  | 17 | 4  | 7  | 11 | 6  |
| 2014–2015  | Montreal Canadiens          | NHL        | 82  | 24  | 23  | 47  | 31  | 12 | 3  | 2  | 5  | 0  |
| 2015–2016  | Montreal Canadiens          | NHL        | 53  | 19  | 21  | 40  | 24  | —  | —  | —  | —  | —  |
| 2016–2017  | Montreal Canadiens          | NHL        | 64  | 10  | 19  | 29  | 39  | 6  | 1  | 2  | 3  | 8  |
| 2017–2018  | Montreal Canadiens          | NHL        | 82  | 31  | 23  | 54  | 34  | —  | —  | —  | —  | —  |
| 2018–2019  | Montreal Canadiens          | NHL        | 82  | 33  | 19  | 52  | 49  | —  | —  | —  | —  | —  |
| 2019–2020  | Montreal Canadiens          | NHL        | 59  | 22  | 21  | 43  | 29  | 9  | 1  | 3  | 4  | 2  |
| 2020–2021  | Montreal Canadiens          | NHL        | 35  | 14  | 9   | 23  | 16  | 22 | 2  | 4  | 6  | 4  |
|            | Rocket de Laval             | AHL        | 1   | 0   | 0   | 0   | 4   | —  | —  | —  | —  | —  |
| 2021–2022  | Montreal Canadiens          | NHL        | 56  | 7   | 17  | 24  | 69  | —  | —  | —  | —  | —  |
| 2022–2023  | Montreal Canadiens          | NHL        | 37  | 8   | 6   | 14  | 45  | —  | —  | —  | —  | —  |
| NHL totalt | NHL totalt                  | NHL totalt | 675 | 202 | 193 | 395 | 442 | 71 | 13 | 18 | 31 | 25 |
| AHL totalt | AHL totalt                  | AHL totalt | 37  | 10  | 10  | 20  | 65  | —  | —  | —  | —  | —  |
| WHL totalt | WHL totalt                  | WHL totalt | 244 | 136 | 144 | 280 | 359 | 42 | 19 | 17 | 36 | 56 |

### Internationellt
| Källa: Uppdaterad: 2018-12-02 | Källa: Uppdaterad: 2018-12-02 | Källa: Uppdaterad: 2018-12-02 |               | Utv = Utvisningsminuter | Utv = Utvisningsminuter | Utv = Utvisningsminuter | Utv = Utvisningsminuter | Utv = Utvisningsminuter |
| År                            | Lag                           | Mästerskap                    | Matcher       | Mål                     | Assists                 | Poäng                   | Utv                     |                         |
| ----------------------------- | ----------------------------- | ----------------------------- | ------------- | ----------------------- | ----------------------- | ----------------------- | ----------------------- | ----------------------- |
| 2012                          | Kanada                        | JVM                           | 6             | 3                       | 3                       | 6                       | 12                      |                         |
| 2016                          | Kanada                        | VM                            | 10            | 2                       | 3                       | 5                       | 12                      |                         |
| Junior totalt                 | Junior totalt                 | Junior totalt                 | Junior totalt | 6                       | 3                       | 3                       | 6                       | 12                      |
| Senior totalt                 | Senior totalt                 | Senior totalt                 | Senior totalt | 10                      | 2                       | 3                       | 5                       | 12                      |